# 范妮·埃尔斯勒

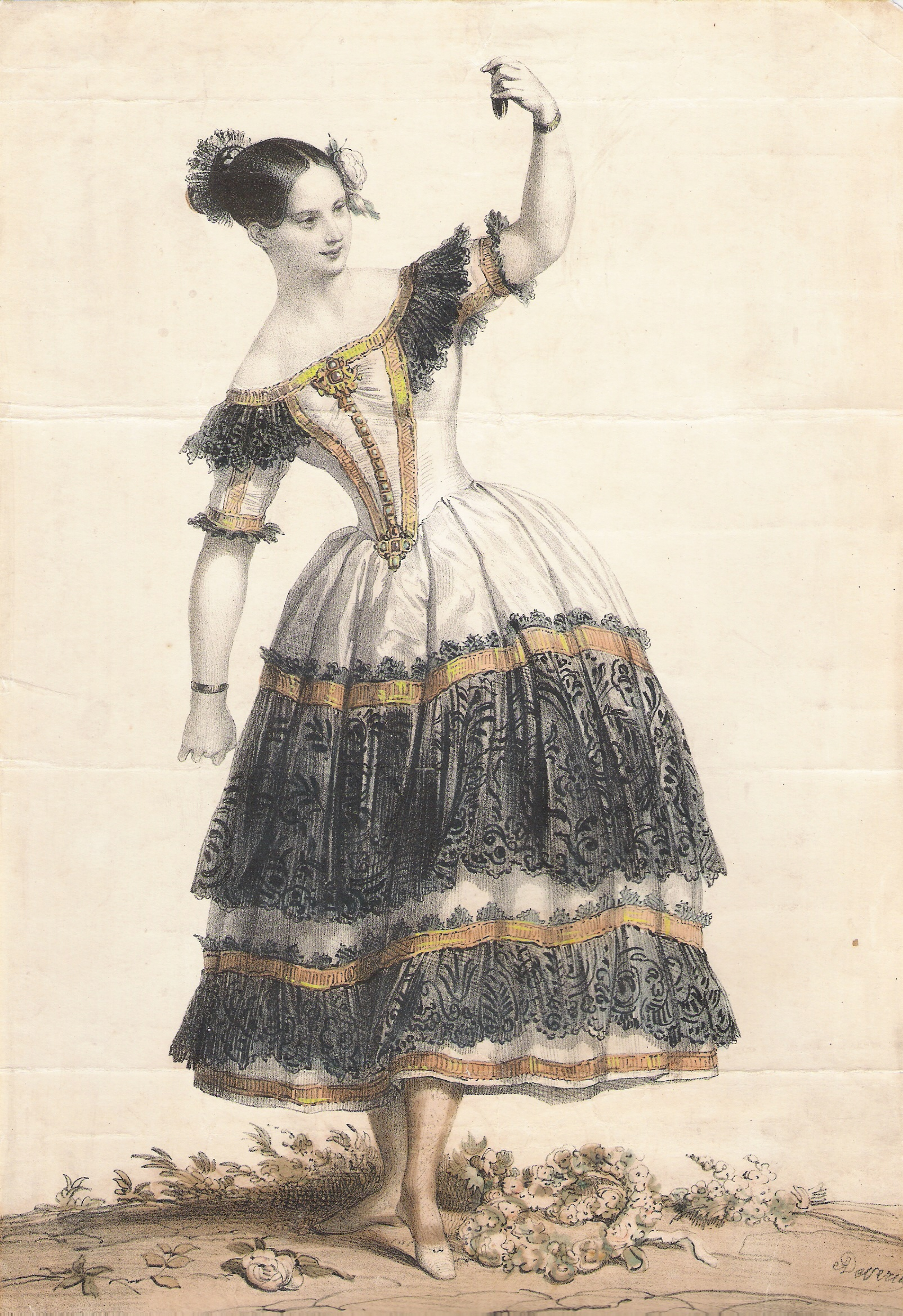
范妮·埃尔斯勒在让·科拉利/卡西米尔·纪德1836年的芭蕾舞剧《跛脚的恶魔 (芭蕾舞剧)》中的《卡楚查》饰演佛罗琳达（Florinda）。巴黎，1836年

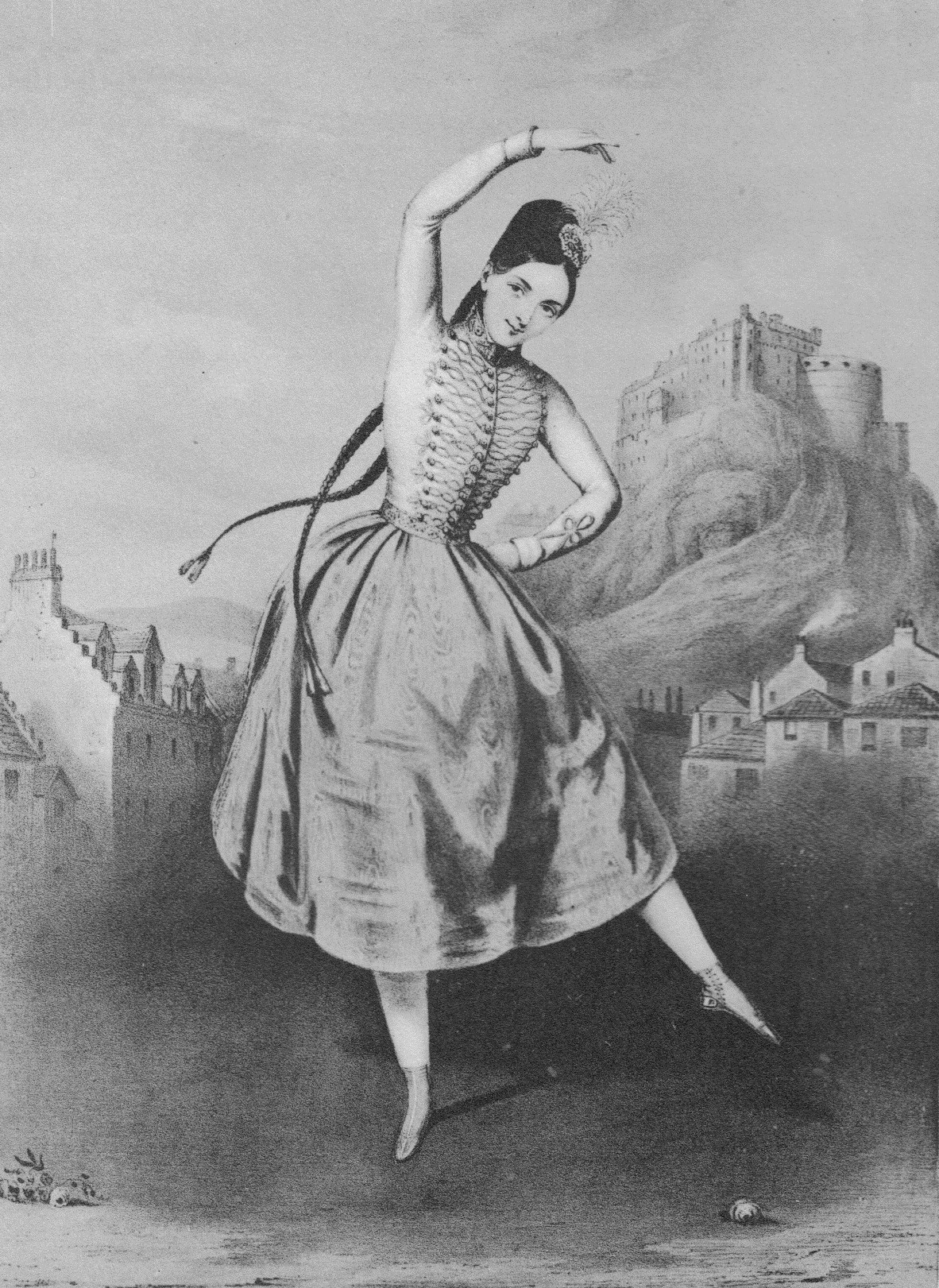
范妮·埃尔斯勒在芭蕾舞剧《吉普赛人》（La Gypsy）中饰演莎拉·坎贝尔（Sarah Campbell），于1839年在伦敦女王陛下剧院演出

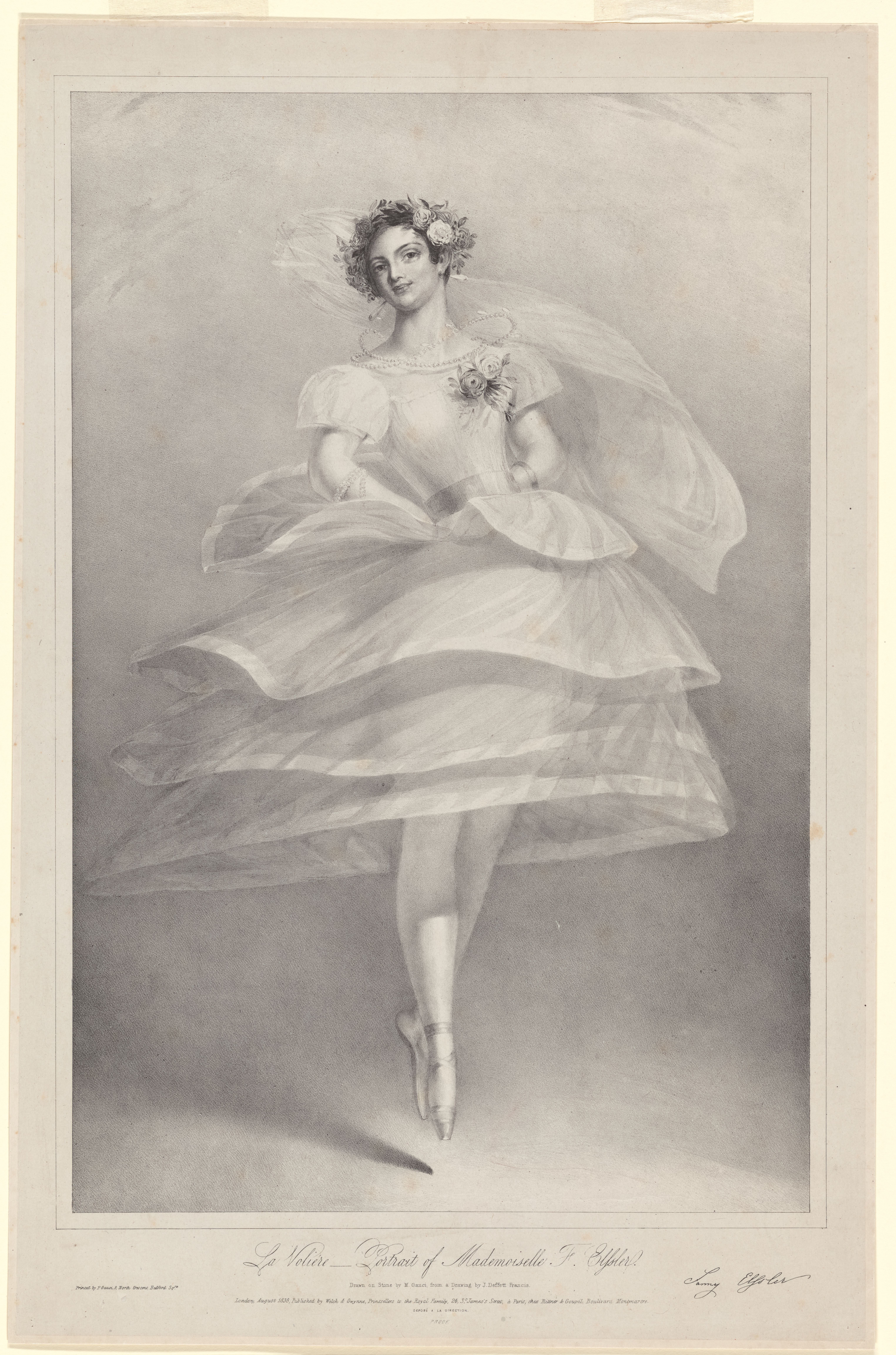
范妮·埃尔斯勒在《鸟舍》（La Volière）中的舞蹈，该剧是她姐姐特蕾莎·埃尔斯勒的芭蕾舞剧，现已失传。

范妮·埃尔斯勒（Fanny Elssler，原名弗兰齐斯卡·埃尔斯勒，Franziska Elßler，1810年6月23日—1884年11月27日）是浪漫主义时期的奥地利芭蕾舞者。

## 生活与事业
她出生在维也纳的玛利亚希尔夫。其父约翰·弗洛里安·埃尔斯勒（Johann Florian Elssler）是埃斯特哈齐亲王尼古拉斯一世的第二代雇员。约翰及其兄弟约瑟夫都被聘为亲王的乐团指挥约瑟夫·海顿的拷贝员。约翰最终成为海顿的贴身男仆，一直陪伴海顿直至海顿去世。
她从小接受芭蕾舞训练，7岁前就在维也纳的肯特纳托剧院演出。她几乎总是和比她大两岁的姐姐特蕾莎一起跳舞。姐妹俩在范妮9岁时开始，跟随让·奥默和弗里德里希·霍舍尔特学习舞蹈。他们还前往意大利那不勒斯，师从加埃塔诺·焦亚（Gaetano Gioja）学习舞蹈。姐妹俩一起在维也纳攒了几年经验之后，于1827年前往那不勒斯。在那里，她与两西西里国王费迪南多一世的儿子萨勒诺王子利奥波多有染，并生下了一子弗朗茨（Franz）。
她们在那不勒斯取得了成功，而范妮的成功更超过了姐姐，并于1830年在柏林订婚。这是范妮个人美貌和舞蹈技巧一系列胜利的开始。她吸引了柏林和维也纳所有人的心，并以非凡的激情感染了弗雷德里希·根茨。其后她访问了伦敦，并在那里接受了乔治·格罗特和哈丽特·格罗特夫妇的许多善意，他们几乎收养了那个在母亲抵达英格兰三个月后出生的小姑娘。
1834年9月，埃尔斯勒与皇家音乐学院芭蕾舞团（Ballet du Théâtre de l'Académie Royale de Musique，今巴黎国家歌剧院芭蕾舞团）一起演出，她满怀期待和疑虑地迈出了这一步，因为玛丽·塔里奥尼在该舞台上拥有霸主地位。然而，埃尔斯勒和塔里奥尼是非常不同的舞者，歌剧院的管理层认为这是一个机会，可以通过雇用埃尔斯勒来引发一些争议。塔里奥尼被称为舞者Ballon，因为她跳跃的轻盈。而埃尔斯勒的舞蹈，以其小快步的精准度著称。埃尔斯勒的舞蹈类型被称为“戏弄舞”（danse tacquetée）。然而，其表演的结果是埃尔斯勒的又一次胜利，这也让塔里奥尼黯然失色。塔里奥尼虽然是两人中更出色的艺术家，但暂时无法匹敌新来者的个人魅力。埃尔斯勒在西班牙《卡楚查》（来自1836年科拉利/纪德的芭蕾舞剧《跛脚的恶魔》）中的表演非常引人注目，超出了所有的竞争对手。埃尔斯勒不是西班牙人，但她表演的卡楚查充满了激情和性感的生活。由于她表演的卡楚查，诗人泰奥菲尔·戈蒂耶将她称为“异教徒”舞者，与“基督徒”舞者塔里奥尼并列。埃尔斯勒与卡楚查的成功，促进了一项广泛需求，即编排更多具有特定民族风格的芭蕾舞。这些类型的舞蹈变得非常流行，埃尔斯勒在自己的曲目中也添加了波兰勇士舞和意大利塔朗泰拉。她的形象往往被默认为是穿着粉色缎子和黑色蕾丝的，丰满、性感的西班牙舞者，这与塔里奥尼被描述为穿白的、谦虚的西尔芙形成鲜明的对比。埃尔斯勒不仅拥有技术天赋，其戏剧表演能力也非常出色。她表演的伟大浪漫主义芭蕾舞剧，包括《仙女》、《吉赛尔》和《爱斯梅拉达》，都在更高层次刻画了她们以前的角色。这使埃尔斯勒跻身于浪漫主义芭蕾时期最有才华和最著名的芭蕾演员之列。
1840年，她和姐姐一起乘船前往纽约，参加由亨利·维科夫组织的巡演，并大获成功。两年之后，她们回到了欧洲。在纽约期间，埃尔斯勒与美国总统马丁·范布伦的儿子约翰·范布伦共进晚餐且由他陪同。在华盛顿特区时，国会甚至关闭，以免错过埃尔斯勒的演出。莉莲·摩尔（Lillian Moore）认为，埃尔斯勒是“有史以来在美国饰演该舞蹈角色的最杰出仙女”，最后一幕甚至让许多观众流下了眼泪。在新奥尔良的圣查尔斯剧院，埃尔斯勒签订了为期两周的合同，她跳舞每晚能获得1,000美元。全国各地的舞迷不仅观看了她的表演，还体验了“埃尔斯勒狂热”（Elsslermania），购买了埃尔斯勒品牌的香槟、面包、雪茄等多种产品。他们热烈地欢迎她，但也有人争论她的才华是否值得如此夸张的名人崇拜。
在接下来的五年里，埃尔斯勒先后在德国、奥地利、法国、英格兰和俄罗斯登台。1845年，有人邀请她与竞争对手玛丽·塔里奥尼、卡洛塔·格里西和范妮·塞里托一起在伦敦表演朱尔斯·佩罗的《四人舞》，但她拒绝了。同年，在积累了一笔财富后，她从舞台退役，定居在汉堡附近。几年后，其姐姐特蕾莎与普鲁士的阿达尔贝特亲王缔结了一场豪门婚姻，并被封为贵族，称为冯·巴尼姆（von Barnim）女男爵。特蕾莎于1873年成为寡妇，并于1878年11月19日去世。范妮·埃尔斯勒于1884年11月27日在维也纳去世。
在1920年的默片《范妮·埃尔斯勒》中，埃尔斯勒由利亚·玛拉扮演。在1937年的德国电影《范妮·埃尔斯勒》中，由莉莲·哈维扮演埃尔斯勒。

## 扩展阅读
- Au, Susan.  [芭蕾与现代舞蹈] 第三版. 伦敦: 泰晤士与哈德逊（英语：Thames & Hudson）. 2012 （英语）.
- 艾弗·福布斯·格斯特（英语：Ivor Forbes Guest）.  [范妮·埃尔斯勒]. 米德尔敦 (康涅狄格州): 维思大学出版社. 1970 （英语）.
- Allison Delarue.  [范妮·埃尔斯勒在美国：包含七部罕见的美国影片]. 纽约: Dance Horizons. 1976 （英语）.
- Ann Hutchinson.  [范妮·埃尔斯勒的卡楚查]. Dance Books. 2008. ISBN 0-903102-59-5 （英语）.